# Pierwszy rząd lorda Palmerstona

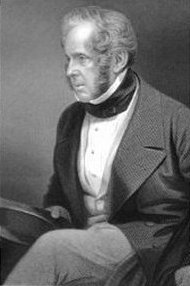
Wicehrabia Palmerston, premier, pierwszy lord skarbu, przewodniczący Izby Gmin

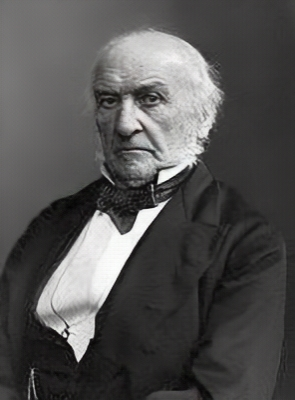
William Ewart Gladstone, kanclerz skarbu

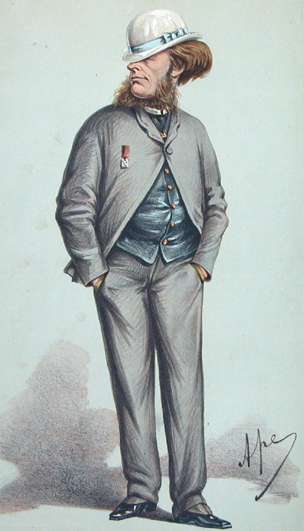
Lord Elcho, młodszy lord skarbu

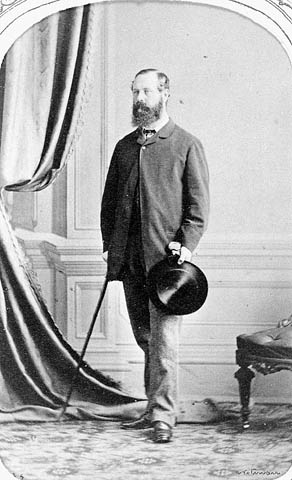
Wicehrabia Monck, młodszy lord skarbu

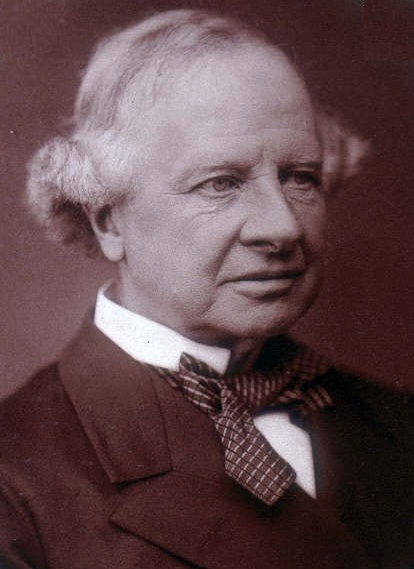
Hrabia Grenville, lord przewodniczący Rady

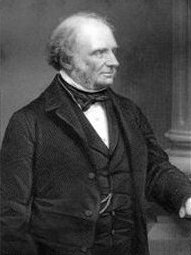
Lord John Russell, minister ds. kolonii

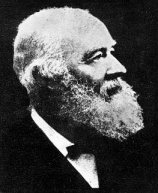
John Ball, podsekretarz stanu w ministerstwie ds. kolonii

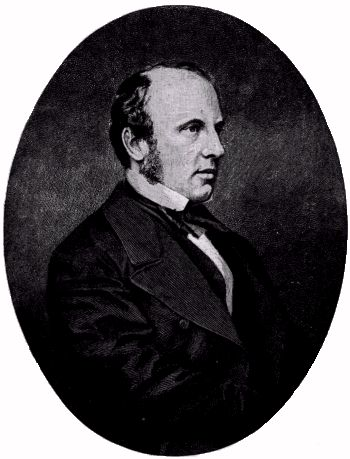
Wicehrabia Canning, poczmistrz generalny

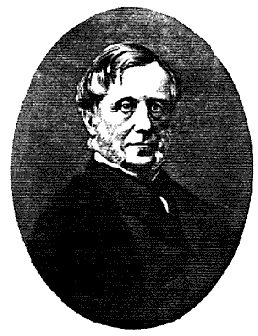
John Young, główny sekretarz Irlandii

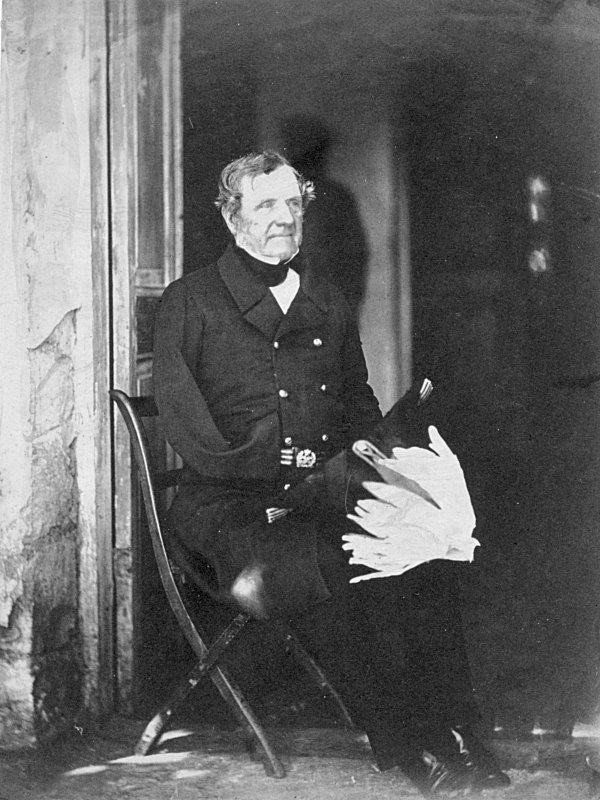
Baron Raglan, generał artylerii

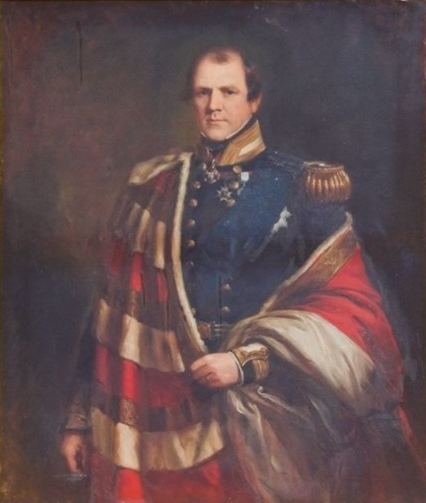
Hrabia Spencer, lord steward

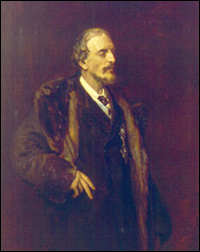
Baron Dufferin i Claneboye, lord-in-waiting

Pierwszy rząd lorda Palmerstona – rząd pod przewodnictwem Henry’ego Temple, 3. wicehrabiego Palmerston, istniał od 6 lutego 1855 do 21 lutego 1858.
Członków ścisłego gabinetu wyróżniono tłustym drukiem.

## Skład rządu
| Urząd                                                  | Imię i nazwisko | Kadencja                                                    |
| ------------------------------------------------------ | --- | ----------------------------------------------------------- |
| Premier Pierwszy lord skarbu Przewodniczący Izby Gmin  | Henry Temple, 3. wicehrabia Palmerston | 1855–1858                                                   |
|                                                        | |                                                             |
| Kanclerz skarbu                                        | William Ewart Gladstone George Cornewall Lewis | 1855 1855–1858                                              |
| Parlamentarny sekretarz skarbu                         | William Goodenough Hayter | 1855–1858                                                   |
| Finansowy sekretarz skarbu                             | James Wilson | 1855–1858                                                   |
| Młodsi lordowie skarbu                                 | Lord Alfred Hervey Francis Charteris, lord Elcho Cichester Fortescue Charles Monck, 4. wicehrabia Monck Adam Haldane-Duncan, wicehrabia Duncan Henry Brand | 1855 1855–1858                                              |
| Lord kanclerz                                          | Robert Rolfe, 1. baron Cranworth | 1855–1858                                                   |
| Lord przewodniczący Rady                               | Granville Leveson-Gower, 2. hrabia Granville | 1855–1858                                                   |
| Lord tajnej pieczęci                                   | George Campbell, 8. książę Argyll Dudley Ryder, 2. hrabia Harrowby Ulick de Burgh, 1. markiz Clanricarde | 1855 1855–1858 1858                                         |
| Minister spraw wewnętrznych                            | George Grey | 1855–1858                                                   |
| Podsekretarz stanu w ministerstwie spraw wewnętrznych  | Henry Fitzroy William Cowper William Nathaniel Massey | 1855 1855–1858                                              |
| Minister spraw zagranicznych                           | George Villiers, 4. hrabia Clarendon | 1855–1858                                                   |
| Podsekretarz stanu w ministerstwie spraw zagranicznych | John Wodehouse, 3. baron Wodehouse Henry Petty-Fitzmaurice, hrabia Kerry | 1855–1856 1856–1858                                         |
| Minister wojny                                         | Fox Maule, 2. baron Panmure | 1855–1858                                                   |
| Podsekretarz stanu w ministerstwie wojny               | Frederick Peel John Ramsden | 1855–1857 1857–1858                                         |
| Minister ds. kolonii                                   | Sidney Herbert Lord John Russell William Molesworth Henry Labouchere | 1855 1855–1858                                              |
| Podsekretarz stanu w ministerstwie ds. kolonii         | John Ball Cichester Fortescue | 1855–1857 1857–1858                                         |
| Pierwszy lord Admiralicji                              | James Graham Charles Wood | 1855 1855–1858                                              |
| Sekretarz przy Admiralicji                             | Ralph Bernal Osborne | 1855–1858                                                   |
| Cywilny lord Admiralicji                               | Robert Peel Thomas Baring | 1855–1857 1857–1858                                         |
| Przewodniczący Rady Kontroli                           | Charles Wood Robert Vernon Smith | 1855 1855–1858                                              |
| Sekretarz Rady Kontroli                                | Henry Danby Seymour | 1855–1858                                                   |
| Kanclerz Księstwa Lancaster                            | vacat Dudley Ryder, 2. hrabia Harrowby Matthew Talbot Baines | 1855 1855–1858                                              |
| Minister bez teki                                      | Henry Petty-Fitzmaurice, 3. markiz Lansdowne | 1855–1858                                                   |
| Poczmistrz generalny                                   | Charles Canning, 2. wicehrabia Canning George Campbell, 8. książę Argyll | '1855 1855–1858                                             |
| Przewodniczący Zarządu Handlu                          | Edward Cardwell Edward Stanley, 2. baron Stanley of Alderley | 1855 1855–1858                                              |
| Wiceprzewodniczący Zarządu Handlu                      | Edward Stanley, 2. baron Stanley of Alderley Edward Pleydell-Bouverie Robert Lowe | 1855 1855–1858                                              |
| Pierwszy komisarz ds. prac publicznych                 | William Molesworth Benjamin Hall | 1855 1855–1858                                              |
| Wiceprzewodniczący Rady Edukacji                       | William Cowper | 1857–1858                                                   |
| Przewodniczący Rady Zdrowia                            | Benjamin Hall William Cowper William Monsell William Cowper | 1855 1855–1857 1857 1857–1858                               |
| Główny sekretarz Irlandii                              | John Young Edward Horsman Henry Arthur Herbert | 1855 1855–1857 1857–1858                                    |
| Lord namiestnik Irlandii                               | George Howard, 7. hrabia Carlisle | 1855–1858                                                   |
| Generał artylerii                                      | FitzRoy Somerset, 1. baron Raglan | 1855                                                        |
| Zaopatrzeniowiec artylerii                             | Thomas Hastings | 1855                                                        |
| Skarbnik artylerii                                     | William Monsell | 1855                                                        |
| Paymaster-General                                      | Edward Stanley, 2. baron Stanley of Alderley Edward Pleydell-Bouverie Robert Lowe | 1855 1855–1858                                              |
| Przewodniczący Rady Praw Biednych                      | Matthew Talbot Baines Edward Pleydell-Bouverie | 1855 1855–1858                                              |
| Parlamentarny sekretarz przy Radzie Praw Biednych      | Grenville Berkeley Ralph William Grey | 1855–1856 1856–1858                                         |
| Prokurator generalny                                   | Alexander Cockburn Richard Bethell | 1855–1856 1856–1858                                         |
| Radca generalny Anglii i Walii                         | Richard Bethell James Archibald Stuart-Wortley Henry Singer Keating | 1855–1856 1856–1857 1857–1858                               |
| Najwyższy Sędzia Wojskowy                              | Charles Pelham Villiers | 1855–1858                                                   |
| Lord adwokat                                           | James Moncreiff | 1855–1858                                                   |
| Solicitor General dla Szkocji                          | Edward Francis Maitland | 1855–1858                                                   |
| Prokurator Generalny dla Irlandii                      | Abraham Brewster William Keogh John David FitzGerald | 1855 1855–1856 1856–1858                                    |
| Solicitor General dla Irlandii                         | William Keogh John David FitzGerald Jonathan Christian | 1855 1855–1856 1856–1858                                    |
| Lord steward                                           | Frederick Spencer, 4. hrabia Spencer Edward Eliot, 3. hrabia St Germans | 1855–1857 1857–1858                                         |
| Lord szambelan                                         | John Campbell, 2. markiz Breadalbane | 1855–1858                                                   |
| Wiceszambelan Dworu Królewskiego                       | Lord Ernest Brudenell-Bruce | 1855–1858                                                   |
| Koniuszy królewski                                     | Arthur Wellesley, 2. książę Wellington | 1855–1858                                                   |
| Skarbnik Dworu Królewskiego                            | George Phipps, hrabia Mulgrave | 1855–1858                                                   |
| Kontroler Dworu Królewskiego                           | Archibald Douglas, wicehrabia Drumlanrig Valentine Browne, wicehrabia Castlerosse | 1855–1856 1856–1858                                         |
| Kapitan Gentelmen-at-Arms                              | Thomas Foley, 4. baron Foley | 1855–1858                                                   |
| Kapitan Ochotników Gwardii                             | John Townshend, 3. wicehrabia Sydney | 1855–1858                                                   |
| Opiekun stajni królewskich                             | John Ponsonby, 5. hrabia Bessborough | 1855–1858                                                   |
| Chief Equerry Clerk Marshal                            | Alfred Paget | 1855–1858                                                   |
| Mistress of the Robes                                  | Harriet Sutherland-Leveson-Gower, księżna Sutherland | 1855–1858                                                   |
| Lord-in-waiting                                        | Charles Somers-Cocks, 3. hrabia Somers Thomas Stonor, 3. baron Camoys George Pitt-Rivers, 4. baron Rivers Henry Cavendish, 3. baron Waterpark George Warren, 2. baron de Tabley William Hare, 2. hrabia Listowel Frederick Blackwood, 5. baron Dufferin i Claneboye James Sinclair, 14. hrabia Caithness Richard Dawson, lord Cremorne | 1855–1857 1855–1858 1855–1856 1855–1858 1856–1858 1857–1858 |